# Fumimaro Konoe
Prins Fumimaro Konoe, ook wel geschreven als Konoye of Kono'e, (Japans: 近衛 文麿, Konoe Fumimaro) (Tokio, 12 oktober 1891 - aldaar, 16 december 1945) was een Japans staatsman in de jaren dertig en begin jaren veertig. Hij was de neef van keizer Hirohito van Japan. In april 1937 werd hij premier van Japan en vormde zijn eerste kabinet. In juni van dat jaar droeg hij mede de verantwoordelijkheid voor het 'Chinese incident', dat leidde tot de Japanse-Chinese oorlog. In januari 1939 trad hij af.
In juni 1940 werd hij voor de tweede maal minister-president. Eind 1940 drong hij erop aan dat de Japanse politieke partijen zich zouden ontbinden. De partijen ontbonden zich in oktober 1940 en gingen daarna op in de Taisei yokusankai (体制翼賛会, Associatie voor de steun aan de Keizerlijke Regering). In 1941 sloot hij samen met zijn minister van Buitenlandse Zaken Yosuke Matsuoka een neutraliteitsverdrag met de Sovjet-Unie. In november 1941 trad Konoe af en werd vervangen door luitenant-generaal Hideki Tojo.
Wegens zijn medeverantwoordelijkheid voor de Tweede Wereldoorlog werd Konoe medio 1945 gearresteerd. Aanvankelijk zou hij terechtstaan voor oorlogsmisdaden tijdens het Proces van Tokio, maar hij pleegde op 16 december 1945 zelfmoord.
Zijn kleinzoon Morihiro Hosokawa zou later de 50e minister-president van Japan worden.
Ito Hirobumi · Kuroda Kiyotaka · Sanetomi Sanjo · Yamagata Aritomo · Matsukata Masayoshi · Ito Hirobumi · Kuroda Kiyotaka · Matsukata Masayoshi · Ito Hirobumi · Okuma Shigenobu · Yamagata Aritomo · Ito Hirobumi · Saionji Kinmochi · Katsura Tarō · Saionji Kinmochi · Katsura Tarō · Saionji Kinmochi · Katsura Tarō · Yamamoto Gonnohyōe · Ōkuma Shigenobu · Terauchi Masatake · Hara Takashi · Uchida Kosai · Takahashi Korekiyo · Katō Tomosaburō · Uchida Kosai · Yamamoto Gonnohyōe · Kiyoura Keigo · Katō Takaaki · Wakatsuki Reijirō · Tanaka Giichi · Osachi Hamaguchi · Kijūrō Shidehara · Osachi Hamaguchi · Wakatsuki Reijirō · Inukai Tsuyoshi · Takahashi Korekiyo · Saitō Makoto · Keisuke Okada · Fumio Gotō · Keisuke Okada · Kōki Hirota · Senjūrō Hayashi · Fumimaro Konoe ·
Hiranuma Kiichirō · Nobuyuki Abe · Mitsumasa Yonai · Fumimaro Konoe · Hideki Tojo · Kuniaki Koiso · Kantarō Suzuki · Prins Higashikuni Naruhiko · Kijūrō Shidehara · Shigeru Yoshida · Tetsu Katayama · Hitoshi Ashida · Shigeru Yoshida · Ichirō Hatoyama · Tanzan Ishibashi · Nobusuke Kishi · Tanzan Ishibashi · Nobusuke Kishi · Hayato Ikeda · Eisaku Satō · Kakuei Tanaka · Takeo Miki · Takeo Fukuda · Masayoshi Ōhira · Masayoshi Ito · Zenko Suzuki · Yasuhiro Nakasone · Noboru Takeshita · Sōsuke Uno · Toshiki Kaifu · Kiichi Miyazawa · Morihiro Hosokawa · Tsutomu Hata · Tomiichi Murayama · Ryutaro Hashimoto · Keizo Obuchi · Mikio Aoki · Keizo Obuchi · Yoshiro Mori · Junichiro Koizumi · Shinzo Abe · Yasuo Fukuda · Taro Aso · Yukio Hatoyama · Naoto Kan · Yoshihiko Noda · Shinzo Abe · Yoshihide Suga · Fumio Kishida ·  Shigeru Ishiba
- Bibsys: 6085573
- Bibliothèque nationale de France: cb15123960h (data)
- CiNii: DA02014185
- Gemeinsame Normdatei: 119133644
- International Standard Name Identifier: 0000 0000 8390 7396
- Library of Congress Control Number: n82104518
- Bibliotheek van het Japanse parlement: 00035564
- Nationale Bibliotheek van Tsjechië: skuk0003484
- Nationale Bibliotheek van Israël: 987007580649805171
- Nederlandse Thesaurus van Auteursnamen: 071516395
- Istituto Centrale per il Catalogo Unico: VEAV493715
- SNAC: w6gx78xj
- Système universitaire de documentation: 13356276X
- Virtual International Authority File: 67269161
- WorldCat: E39PBJm9b8K9M7xRW8yVQdChHC